# Bulgare
Cet article concerne la langue bulgare moderne, une langue slave. Pour les autres significations, voir Bulgare (homonymie).
 (janvier 2019).
Si vous disposez d'ouvrages ou d'articles de référence ou si vous connaissez des sites web de qualité traitant du thème abordé ici, merci de compléter l'article en donnant les références utiles à sa vérifiabilité et en les liant à la section « Notes et références ».
Le bulgare (autonyme : български / bǎlgarski, /ˈbɤɫɡɐrski/) est une langue de la famille indo-européenne appartenant au groupe slave et plus particulièrement aux langues slaves méridionales, l'un de ses trois sous-groupes. Elle forme un continuum linguistique avec les autres membres de ce sous-groupe dont les principaux sont le serbo-croate, le slovène et le macédonien. Son ancêtre est le vieux-slave, aussi appelé vieux bulgare. La langue s'écrit avec l'alphabet cyrillique, excepté le bulgare du Banat, qui s'écrit généralement avec l'alphabet latin. 
La langue bulgare est la langue officielle de la Bulgarie, où elle est principalement parlée, et constitue l'une des vingt-quatre langues officielles de l'Union européenne. Des communautés bulgarophones existent également dans les pays voisins de la Bulgarie, tels que l'Ukraine, la Grèce, la Moldavie, la Roumanie, et la Turquie, mais aussi dans la périphérie ouest de la Serbie, ainsi que de plus petites communautés dans de nombreux autres pays du monde, pour un total de 8 à 10 millions de locuteurs.

## Usage

### Bulgarie
En fonction des sources, le nombre de locuteurs du bulgare est estimé de 6,5 à 8 millions.

### Pays limitrophes
En Turquie, la situation du bulgare reste également confuse : il semble très parlé en Thrace orientale, à Istanbul et dans le nord-ouest de l'Anatolie. Il s'agit de fait des régions où s'installèrent beaucoup de réfugiés turcs de Bulgarie, fuyant par vagues successives les politiques ségrégationnistes et assimilationnistes bulgares. Certaines organisations bulgares vont jusqu'à évoquer 2 000 000 de locuteurs, tandis que les autorités turques évoquent plutôt quelques milliers de locuteurs, puisqu'elles ne recensent que les Turcs ayant appris le bulgare, mais pas les bilingues et binationaux turco-bulgares.
En Roumanie, le bulgare est assez répandu en Dobroudja, une région historiquement bulgare, mais aussi dans le Banat, notamment dans le județ de Timiș, où vit la communauté bulgare du Banat.
En Serbie, il est parlé à la frontière, sous le nom de torlakien, mais également dans le Banat serbe, en Voïvodine.
En Hongrie, il est la langue des Bulgares de Hongrie, une communauté habitant principalement le Banat hongrois.
En Grèce, il est pratiqué en Thrace occidentale, une région anciennement bulgare dans laquelle vivent encore des Bulgares, ainsi qu'en Macédoine, notamment dans le dème de Kilkís et dans la Communauté monastique du Mont Athos, où il est une des langues officielles.
En Albanie, il est parlé à la frontière avec la Macédoine du Nord par des chrétiens mais aussi par des bulgares musulmans, appelés Gorans.
En Ukraine, il est parlé principalement dans le Boudjak, où il est majoritaire dans les raions d'Artsyz, de Bolhrad et de Taroutyné, mais aussi par des communautés bulgares en Crimée et à Zaporijjia. Le nombre de locuteur du bulgare en Ukraine est évalué à environ 200 000, en effet, une grande partie des Bulgares d'Ukraine ont petit-à-petit abandonné leur langue d'origine au profit de l'ukrainien ou du russe (pour ceux vivants dans l'Oblast de Donetsk).
En Moldavie, il est parlé par la communauté bulgare de Moldavie, principalement en Gagaouzie, à la frontière avec l'Ukraine.
En Macédoine du Nord, la situation de la langue est plus complexe. La langue macédonienne était considérée comme un parler bulgare avant 1945, mais encore aujourd'hui, elle est fermement considérée comme telle en Bulgarie, bien que la Macédoine du Nord la revendique comme une langue à part entière. D'un point de vue sociolinguistique, le macédonien peut donc être considérée comme une langue Ausbau, issue des dialectes occidentaux du bulgare.

### Diaspora
Aux États-Unis, avec le vieillissement et la mort des anciennes générations, et l'intégration des descendants, le bulgare est de moins en moins parlé, mais il retrouve de la vigueur avec de nouveaux migrants, situation identique au Canada et en Australie. En France, le bulgare est parlé par environ 38 000 locuteurs issus de l'immigration et de sa descendance, bien que le nombre de ressortissants bulgares soit plutôt situé entre 80 000 et 100 000.

## Écriture

Disposition du nouveau clavier bulgare.

Disposition du nouveau clavier phonétique bulgare.

### Alphabet

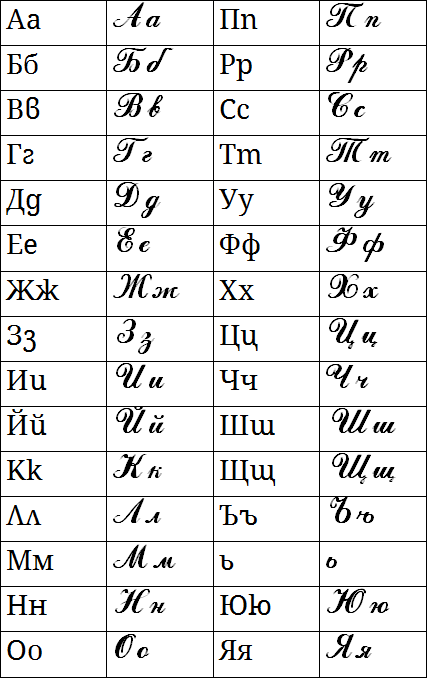
Écriture cursive de l'alphabet bulgare.

Le bulgare s'écrit avec l'alphabet cyrillique avec quelques différences par rapport au russe, à l’ukrainien, le cyrillique serbe et le macédonien. Il ne comporte en effet que 30 lettres et la prononciation de certaines d’entre elles est différente.
Les voyelles se nomment comme elles se prononcent, et les consonnes se nomment en y accolant -ъ, de la façon suivante : а, бъ, въ, гъ, дъ, etc. Le nom de la lettre й est и кратко (« i bref »), celui de la lettre ъ est ер голям (« grand er »), et celui de ь est ер малък (« petit er »).
| Capitale           | А   | Б   | В   | Г   | Д   | Е   | Ж   | З   | И   | Й        |
| Minuscule          | а   | б   | в   | г   | д   | е   | ж   | з   | и   | й        |
| Prononciation      | [a] | [b] | [v] | [g] | [d] | [e] | [ʒ] | [z] | [i] | [j]      |
| Pronon. Simplifiée | a   | be  | ve  | gue | de  | é   | je  | ze  | i   | i kratko |

| Capitale           | К   | Л   | М   | Н   | О   | П   | Р   | С   | Т   | У   |
| Minuscule          | к   | л   | м   | н   | о   | п   | р   | с   | т   | у   |
| Prononciation      | [k] | [l] | [m] | [n] | [o] | [p] | [r] | [s] | [t] | [u] |
| Pronon. Simplifiée | ke  | le  | me  | ne  | o   | pe  | re  | se  | te  | ou  |

| Capitale           | Ф   | Х                            | Ц    | Ч    | Ш   | Щ    | Ъ   | Ь   | Ю    | Я    |
| Minuscule          | ф   | х                            | ц    | ч    | ш   | щ    | ъ   | ь   | ю    | я    |
| Prononciation      | [f] | [x]                          | [t͡s] | [t͡ʃ] | [ʃ] | [ʃt] | [ɤ] | [j] | [ju] | [ja] |
| Pronon. Simplifiée | fe  | he (comme un chat en colère) | tse  | tche | che | chte | e   | /   | you  | ya   |

### Translittération
| Alphabet bulgare | Ancienne | Nouvelle, | Alphabet bulgare | Ancienne | Nouvelle, |
| ---------------- | -------- | --------- | ---------------- | -------- | --------- |
| а                | a        | a         | п                | p        | p         |
| б                | b        | b         | р                | r        | r         |
| в                | v        | v         | с                | s        | s         |
| г                | g        | g         | т                | t        | t         |
| д                | d        | d         | у                | u        | u         |
| е                | e        | e         | ф                | f        | f         |
| ж                | ž        | zh        | х                | h        | h         |
| з                | z        | z         | ц                | c        | ts        |
| и                | i        | i         | ч                | č        | ch        |
| й                | j        | y         | ш                | š        | sh        |
| к                | k        | k         | щ                | št       | sht       |
| л                | l        | l         | ъ                | ă        | a         |
| м                | m        | m         | ь                | j        | y         |
| н                | n        | n         | ю                | ju       | yu        |
| о                | o        | o         | я                | ja       | ya        |

Au moins deux translittérations du bulgare existent en alphabet latin :
- la « bâlgarski »,
- la transcription officielle, fréquente (panneaux routiers, etc.)[10].

## Prononciation

### Voyelles

Voyelles du bulgare.

Un phénomène nommé « réduction vocalique » se produit sur les voyelles en fonction que les syllabes dans lesquelles elles se trouvent sont accentuées ou inaccentuées. Ce phénomène varie en manière et en intensité en fonction des régions. Les exemples suivants concernant la région de Sofia :
- La lettre о se prononce [o] lorsque accentuée et [y] (voir parfois un mélange entre [o] et [y]) lorsque non accentuée[11] ;
  - Exemple : няколко (« plusieurs ») se prononce [nyakolko]
- La lettre a se prononce [a] lorsque accentuée et [ъ][Quoi ?] lorsque non accentuée[11] ;
  - Exemple : пощата (« la poste ») se prononce [pochtata]
- La lettre я se prononce [я] lorsque accentuée et [йъ] lorsque non accentuée[11].
  - Exemple : ютия (« fer à repasser ») se prononce йутѝйъ

En revanche, les voyelles и, у et е ne sont réduites d'aucune façon lorsqu'elles sont inaccentuées.

### Consonnes
La plupart des consonnes fonctionnent par paires et répondent à un phénomène dénommé « voisement ». Lorsque certaines consonnes sont prononcées ensemble, la première adapte son voisement sur la seconde. Ainsi, une consonne sonore se trouvant juste avant une consonne sourde devient sourde (изпускам (« laisser échapper ») se prononce испу́скам) et une consonne sourde se trouvant juste avant une consonne sonore devient sonore (отбирам (« trier, sélectionner ») se prononce одби́рам). De plus, les consonnes sonores apparaissant en fin de mot se prononcent sourdes : град (« ville ») par exemple se prononce гра́т.
| Consonnes sonores | б | д | г | з | ж | дж | в |
| Consonnes sourdes | п | т | к | с | ш | ч  | ф |

En bulgare, la plupart des consonnes sont dures. Les consonnes molles ne sont possibles qu'avant les voyelles о, у, а et ъ. La lettre ь ne peut se trouver que dans la séquence ьо, elle signifie que la consonne précédente est molle et ne se trouve qu'en position finale[réf. nécessaire]. La lettre ю remplace elle une consonne molle suivie de la lettre у. Deux « er » ne pouvant se suivre directement, le ъ et le a sont écrits я après une consonne molle.

### Accentuation
Le bulgare a un accent tonique mobile, c'est-à-dire qu'un mot nouveau doit être appris avec son accentuation. Il arrive également que la place de l'accent change en fonction de la forme que revêt le mot, par exemple singulier ou pluriel, mais le phénomène reste très exceptionnel,.
La syllabe accentuée est prononcée comme elle est écrite, mais l'énonciation des syllabes non accentuées est en revanche souvent moins marquée. L'orthographe ne fournissant pas cette information, la connaissance de la façon d'accentuer un mot est obligatoire pour le prononcer correctement. Certains éléments linguistiques, nommés « clitiques », ne comportent pas d'accent et obéissent à des règles particulaires, et en particulier ils ne peuvent se trouver en début de phrase. Par exemple, le verbe съм (« être ») doit se trouver collé à un nom ou à un adjectif, avant si possible, et la particule се doit être collée au verbe, avant si possible.

## Grammaire
Le bulgare est un cas particulier dans les langues slaves, du fait de sa position centrale dans l'union linguistique balkanique. Premièrement, on note la présence d'un article défini postposé, comme en macédonien, en roumain (langue romane) et en albanais (langue indo-européenne du groupe thraco-illirien). Ensuite, le système casuel a disparu du bulgare à l'exception du vocatif et du système pronominal. Ce dernier, comme le roumain, le grec moderne et l'albanais, connaît une confusion du datif et du génitif, comme d'ailleurs les féminins du latin une fois mélangées les formes rosa et rosam (rosae et rosae étant déjà mélangées avant). Pour ce qui est du système verbal, le bulgare a conservé le système originel gardant les formes de l'aoriste du vieux slave.[réf. nécessaire]

### Articles
Le bulgare ne possède pas de marqueur pour la forme indéfinie. L'article défini se trouve lui accolé à la fin du nom et s'accorde en genre.
| Masculin (dur) | Masculin (mou) | Féminin | Neutre | Pluriel |
| -------------- | -------------- | ------- | ------ | ------- |
| -ът/-а         | -ят/-я         | -та     | -то    | -те     |

L'article masculin, bien qu'il se prononce toujours [-ът], est noté -ят après les noms se terminant en -тел et -ар, c'est l'article mou. Les noms qui se terminent par -й perdent le -й avant de recevoir également la terminaison -ят. La forme longue (-ът) s'articule au nom masculin quand il est sujet : Лъвът яде (« Le lion mange »), la forme courte (-а) dans les autres cas : Отивам в хотела (« Je vais à l'hôtel »), de même pour l'article mou : Лекарят ми има трима сина (« Mon médecin a trois fils »), Пътувах с влака (« J'ai voyagé en train »).
| Forme indéfinie | студент    | лекар    | приятел    | трамвай   |
| Forme définie   | студент-ът | лекар-ят | приятел-ят | трамва-ят |

De nombreux noms masculins monosyllabiques ont un pluriel indéfini en -ове/-еве (ex : син ; синове, un fils, des fils) et par conséquent un pluriel défini en -овете/-евете.

### Noms
En bulgare, les noms appartiennent au genre féminin, masculin ou neutre. La quasi-totalité des noms féminins ont pour terminaison le son [a], qui peut s'écrire а ou я, et les noms masculins une consonne, y compris la plupart des noms personnels. Les noms de profession ou de rôles sont généralement masculins, et réfèrent aux hommes spécifiquement ou à la catégorie en général. Il faut ajouter la terminaison -ка pour obtenir la forme féminine, celle-ci n'étant pas utilisée lorsque la volonté est de mettre en avant la profession plutôt que le genre de la personne,,. Les noms neutres ont une terminaison en -о ou en -е.
Le pluriel est formé grâce à la terminaison -и : elle remplace la terminaison en -a des noms féminins et est accolée aux noms masculins. Il arrive très exceptionnellement que la forme pluriel change la place de l'accent : госпожа́ (« madame ») devient par exemple госпо́жи au pluriel.
Le vocatif intervient lorsqu'on s'adresse à une personne ou à un objet directement : les terminaisons -o ou -e sont apposées aux noms féminins et la terminaison -e ou -ю aux noms masculins : à la forme vocative, госпожа devient госпожо, et господин devient господине,.

### Pronoms

#### Pronoms personnels
Comme les terminaisons du verbe déterminent le sujet, les pronoms personnels sont optionnels : ils sont utilisées lorsque le sujet est introduit pour la première fois et lorsque l'on souhaite souligner l'identité du sujet,. Comme dans la plupart des langues européennes, la forme au singulier ти, ti (« tu ») est utilisée lorsqu'on s'adresse à un ami, à un enfant, à Dieu, ou aux animaux, et le forme pluriel вие, vie (« vous ») est utilisée pour s'adresser ou à un groupe de personnes, ou à toute personne à qui on souhaite s'adresser avec courtoisie comme une personne âgée ou un supérieur. Le pronom neutre то, to, peut désigner, en plus des noms neutres, certains êtres humains comme un enfant дете), une fille (момиче) ou un garçon (момче). Les pronoms personnels singuliers s'accordent en genre, et il existe un unique pronom personnel pluriel.
| Personne | Personne | Singulier | Pluriel   |
| -------- | -------- | --------- | --------- |
| 1re      | 1re      | аз / az   | ние / nie |
| 2e       | 2e       | ти / ti   | вие / vie |
| 3e       | Masculin | той / toy | те / te   |
| 3e       | Féminin  | тя / tya  | те / te   |
| 3e       | Neutre   | то / to   | те / te   |

#### Pronoms interrogatifs
Les pronoms interrogatifs viennent toujours avant le verbe,.

### Questions fermées
Les questions fermées, sans pronom interrogatif, disposent de la particule ли, li, qui doit être placée après le verbe sans changer l'ordre des mots, à moins que celui-ci soit съм (« être »), :
Вие пътувате днес. (« Vous voyagez aujourd'hui. »)
Вие пътувате ли днес? (« Voyagez-vous aujourd'hui ? »)
Вие сте студент. (« Vous êtes étudiant. »)
Вие студент ли сте? (« Êtes-vous étudiant ?) »
La particule ли, li ne porte pas l'accent mais induit une forte intonation haute sur le mot qui la précède. L'intonation redescend en fin d'interrogation.

### Verbes
Le bulgare n'ayant pas d'infinitif, les verbes sont indiqués dans les dictionnaires par la première personne du singulier de l'indicatif présent.

#### Présent
| Personne | Personne | Singulier | Pluriel |
| -------- | -------- | --------- | ------- |
| 1re      | 1re      | -а        | -ем     |
| 2e       | 2e       | -еш       | -ете    |
| 3e       | 3e       | -е        | -ат     |

| Personne | Personne | Singulier | Pluriel |
| -------- | -------- | --------- | ------- |
| 1re      | 1re      | -я        | -им     |
| 2e       | 2e       | -иш       | -ите    |
| 3e       | 3e       | -и        | -ат     |

| Personne | Personne | Singulier | Pluriel |
| -------- | -------- | --------- | ------- |
| 1re      | 1re      | -ам       | -аме    |
| 2e       | 2e       | -аш       | -ате    |
| 3e       | 3e       | -а        | -ат     |

### Adjectifs
Les adjectifs s'accordent en genre (neutre, féminin ou masculin) et en nombre avec le nom. Ils portent eux-mêmes le marqueur de la forme définie à la place du nom (новата къща, « la nouvelle maison »), et dans le cas d'un nom masculin à la forme définie, il porte aussi le marqueur afin de différencier le sujet de l'objet. La présence du nom n'est pas obligatoire (малките, « les petits »,.
Dans leur forme indéfinie, la plupart des adjectifs terminent par une consonne, à l'exception de quelques-uns qui se terminent par -и (български, девети, etc.), et prennent tous un и s'il ne l'ont pas déjà à la forme définie (новият, « le nouveau »).
| Masculin | Féminin | Neutre | Pluriel |
| -------- | ------- | ------ | ------- |
| /        | -а      | -о     | -и      |

### Comparatifs et superlatifs
Le comparatif se forme en accolant le préfixe по-  à l'adjectif ou à l'adverbe et le superlatif en y accolant le préfixe най-. Le tiret entre le préfixe et l'adverbe ou l'adjectif est obligatoire et ces deux particules sont accentuées.
Той  по-голям ли е, или по-малък? (« Est-il plus vieux ou plus jeune ? »)
Сестра ми е най-малката. (« Ma sœur est la plus jeune. »)
Le particule de comparaison, le que en français, s'exprime par la préposition от, et par la conjonction отколкото lorsque la comparaison se fait avec un verbe.
Тя е най-малката от всички. (« Elle est la plus jeune de tous. »)
Той е по-умен, отколкото изглежда. (« Il est plus intelligent qu'il en a l'air. »)
Un superlatif peut également être utilisé dans le but d'amplifier la signification d'un adjectif :
В това училище учениците учат най-различни неща. (« Dans cette école, les élèves apprennent toutes sortes de choses. »)

### Conjonctions
La conjonction « et » s'exprime de deux façons en bulgare : au moyen de и si les deux choses opposés sont considérées comme équivalentes, ou au moyen de а pour marquer un contraste.

### Prépositions
Les prépositions sont fortement idiomatiques. La plupart ont une signification de base mais possèdent également de nombreuses définitions périphériques. Dans leur forme basique, от signifie « de, depuis » et за signifie « pour »,.

## Vocabulaire

### Emprunts
Le vocabulaire du bulgare est essentiellement d'origine slave. Il comporte néanmoins de nombreux emprunts lexicaux au français, à l'allemand et au turc (Les mots d'origine proto-bulgare sont très rares).

## Histoire
Dès le VIe siècle, le vieux-slave est parlé dans la presqu'île des Balkans, où il subit l'influence des Thraces et des Grecs. Les fondateurs de l'état bulgare, les Proto-Bulgares (nom distinguant les anciens Bulgares des Bulgares actuels) étaient des guerriers  turcophones: le vieux-slave, qu'ils adoptèrent et dont ils firent la langue de communication de leur empire (qui allait de l'actuelle Albanie à l'actuelle Ukraine incluses), subit également leur influence. Au IXe siècle le vieux-slave, désormais aussi appelé le vieux-bulgare, s'écrivit en glagolitique, avant d'adopter, lors de la christianisation, l'écriture cyrillique, initialement développée spécifiquement pour lui. Au XIIe siècle la Mésie vit s'installer des groupes d'Alains (iranophones), de Pétchénègues puis de Polovtses (turcophones) auxquels succéderont à partir du XVe siècle des Turcs oghouzes (ottomans) et des Turcs tatars: ces minorités, elles aussi, ont influencé la langue bulgare actuelle.[réf. nécessaire]
Euthyme de Tarnovo, saint de l'église bulgare et grand réformateur de la langue, fit adopter des règles orthographiques et chercha à unifier les dialectes bulgares par des règles non pas écrites mais orales, qui seront transmises par ses disciples.
Enfin au XXIe siècle, c'est l'influence de l'anglais qui se fait sentir sur la langue bulgare, avec l'adoption de nombreux néologismes technologiques.

## Dialectes

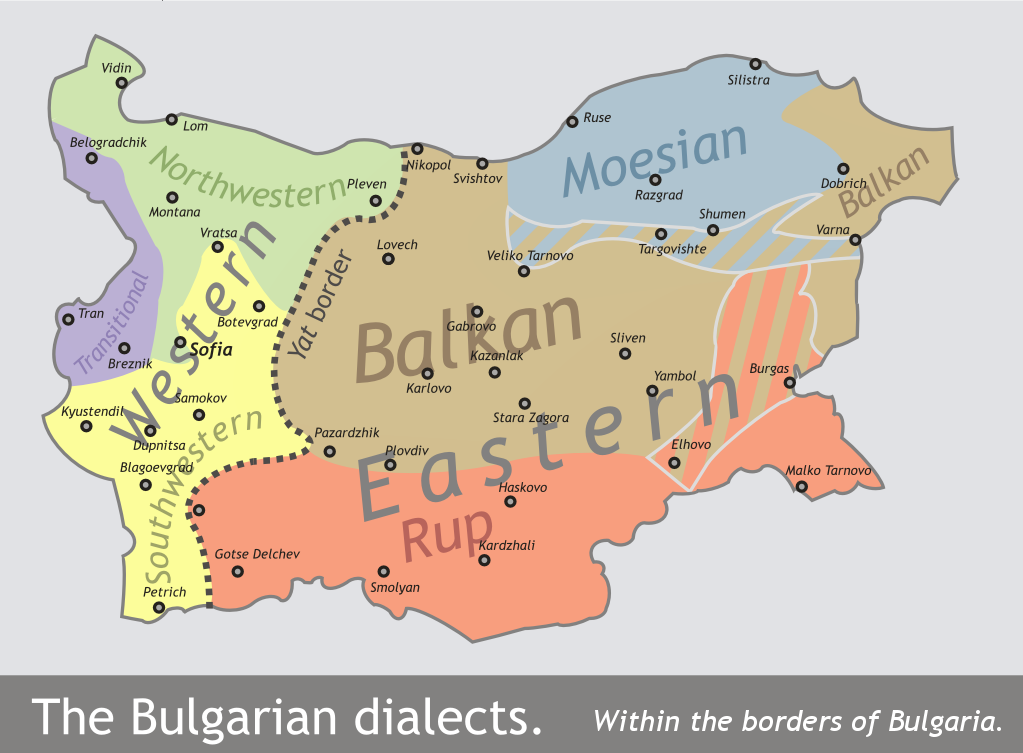
Carte des dialectes bulgares.

### Variantes régionales
Une fois constitué, le bulgare évolua en trois dialectes : le danubien, mésien ou septentrional, parlé au nord du Grand Balkan, en Valachie, en Dobroudja et dans le Boudjak ; l'occidental, au sud de Sofia, de Vidin et à l'ouest des massifs de Rila et du Rhodope ; et le rupien, rhodopien, roumélien ou méridional, parlé au sud du Grand Balkan et à l'est du massif de Rila.[réf. nécessaire]

### Cas du macédonien
Le macédonien est considéré en Bulgarie comme un parler bulgare, bien qu'il soit une langue officielle de la Macédoine du Nord. Cela a parfois provoqué des problèmes entre les deux pays lors de l'écriture de documents officiels communs. Les commerciaux des deux côtés et la plupart des citoyens ont de plus en plus tendance à passer outre ce différend ; néanmoins, le débat reste vif dans les médias dénonçant un « impérialisme bulgare ». On retrouve le même type de controverses entre la Serbie et le Monténégro, ou entre la Roumanie et la Moldavie : la construction d'une identité locale légitime la souveraineté des nouveaux États issus de la désagrégation de l'URSS ou de la Yougoslavie. Mais elle donne aussi lieu à des recherches plus approfondies : ainsi, certains documents attestent d’un lien de filiation entre le macédonien actuel (langue slave) et la langue macédonienne antique (langue thrace hellénisée).[Information douteuse][réf. nécessaire]